# Christos Karkamanis
Christos Karkamanis (Tessalônica, 22 de Setembro de 1969) é um ex-futebolista profissional grego, atuava como goleiro, 

## Carreira
Atuou pelo Aris Salônica e Iraklis como destaque, e disputou a Copa do Mundo de 1994.